# Sự thử va đập Charpy
Sự thử va đập Charpy, hay sự thử khắc-V Charpy là phép thử biến dạng nhanh được chuẩn hóa giúp xác định năng lượng hấp thụ bởi vật liệu trong quá trình gãy vỡ. Năng lượng hấp thụ này giúp xác định độ dai của vật liệu và là công cụ để nghiên cứu sự chuyển biến dòn-dẻo theo nhiệt độ. Nó được dùng rộng rãi trong công nghiệp do quy trình chuẩn bị và thực hiện dễ dàng và có thể thu được kết quả nhanh và rẻ. Tuy vậy một bất lợi lớn của phương pháp là các kết quả đều tương đối..
Phương pháp này được phát triển vào năm 1905 bởi nhà khoa học Pháp Georges Charpy. Vào chiến tranh thế giới thứ hai sự hiểu biết về vấn đề gãy vỡ có vai trò trọng yếu. Ngày nay nó được dùng trong nhiều ngành công nghiệp để kiểm tra vật liệu xây dựng và chế tạo dùng trong chế tạo bình áp suất, cầu và xem bão ảnh hưởng đến các vật liệu bên trong công trình như thế nào..

## Định nghĩa

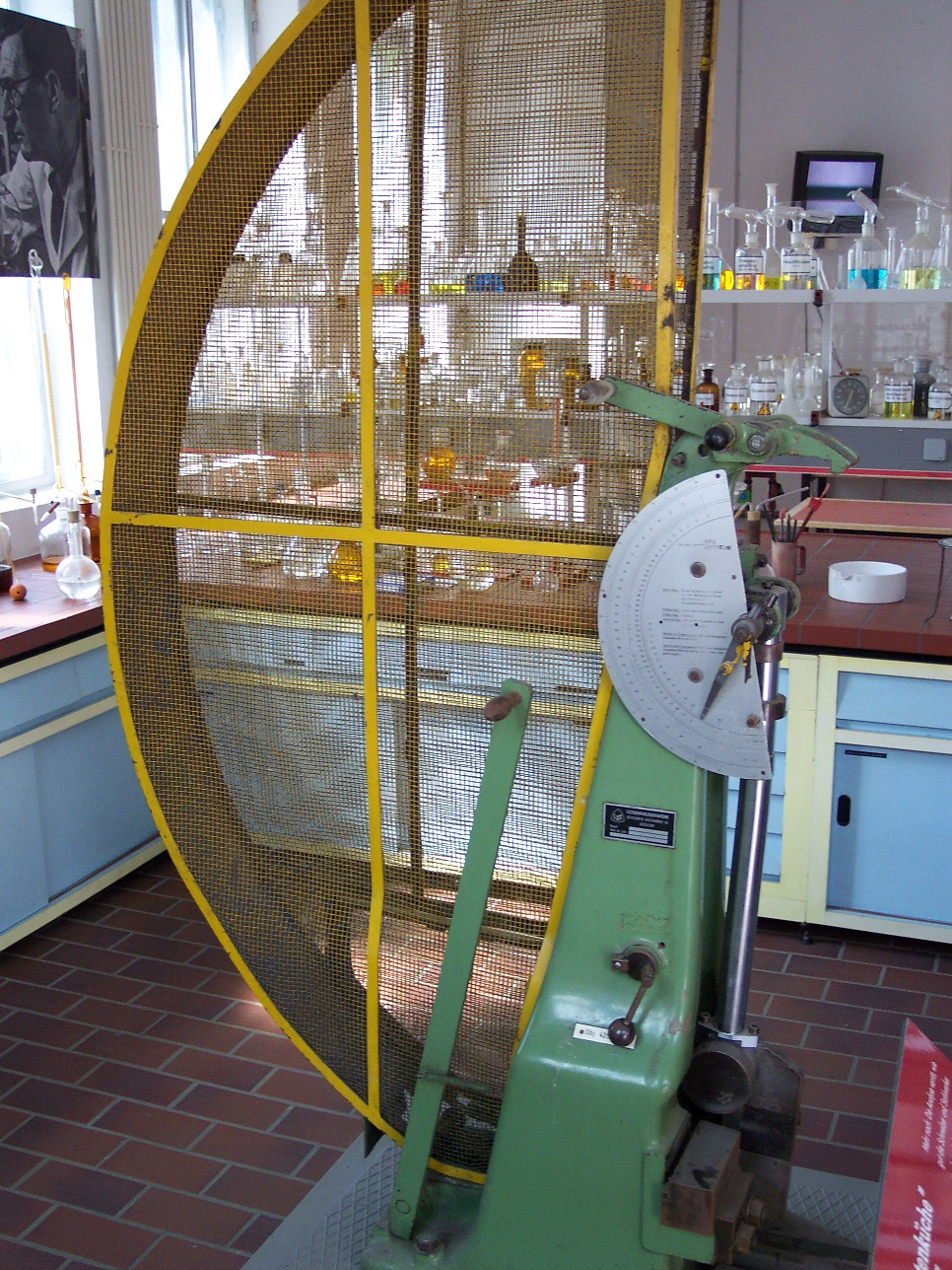
Một thiết bị thử va đập điển hình.

Bộ dụng cụ bao gồm một búa con lắc đập vào mẫu đã được khắc. Năng lượng truyền vào vật liệu có thể được tính toán bằng cách so sánh sự thay đổi độ cao của búa trước và sau một sự gãy vỡ lớn.
Vết khắc trên mẫu ảnh hưởng tới kết quả của phép thử va đập, do vậy vết khắc cần có kích thước và hình dạng chuẩn. Kích cỡ của mẫu cũng có thể ảnh hưởng tới kết quả, do nó quyết định xem vật liệu có biến dạng phẳng hay không. Sự khác biệt này có thể ảnh hưởng mạnh tới kết luận đưa ra..
"Phương pháp tiêu chuẩn kiểm tra va đập của thanh khắc bằng vật liệu kim loại" có thể được tìm thấy trong các tiêu chuẩn ASTM E23, ISO 148-1 hay EN 10045-1, trong đó mọi chi tiết về phép thử và thiết bị đều được mô tả chi tiết.

## Kết quả định lượng
Kết quả định lượng của phép thử va đập – năng lượng cần thiết để làm gãy vỡ vật liệu – có thể dùng để đo độ dai va đập và độ bền dẻo của vật liệu. Cũng có thể nghiên cứu tốc độ biến dạng và phân tích ảnh hưởng của nó tới sự gãy vỡ.
Nhiệt độ chuyển tiếp dẻo-giòn (ductile-brittle transition temperature, DBTT) có thể được truy ra từ nhiệt độ mà tại đó năng lượng cần để làm gãy vỡ vật liệu thay đổi mạnh. Tuy nhiên thực tế không có một sự chuyển tiếp rõ ràng nào nên việc tìm được nhiệt độ chuyển tiếp chính xác là khó khăn. DBTT chính xác có thể nhận được qua thực nghiệm theo nhiều cách: năng lượng hấp thụ riêng, thay đổi mặt gãy vỡ (ví dụ 50% diện tích bị nứt vỡ)...

## Kết quả định tính
Kết quả định tính của phép thử va đập có thể được dùng để xác định độ dẻo của vật liệu. Nếu vật liệu bị vỡ theo một mặt phẳng, gãy vỡ là dẻo, còn nếu vật liệu bị vỡ với các cạnh răng cưa hay lưỡi cắt, sự gãy vỡ là dòn. Thường thì vật liệu không gãy vỡ theo chỉ một kiểu, do vậy khi so sánh diện tích phần răng cưa và phẳng của sự gãy vỡ có thể mang lại sự ước lượng về phần trăm của gãy vỡ dẻo và dòn.